# 문흥동 (평양)
문흥동(文興洞, Munhung-dong)은 평양시 대동강구역에 있는 행정동이다.

## 지명
지명의 유래는 미상이나, 1972년에 문흥1동과 문흥2동으로 분리되었다.

## 개요
대동강구역의 중심부에 위치하며, 문수동과 더불어 북한과 수교한 외교 공관들이 밀집되어 있는 곳이다. 문흥1동에 대사관들이 밀집해있다.

## 공관

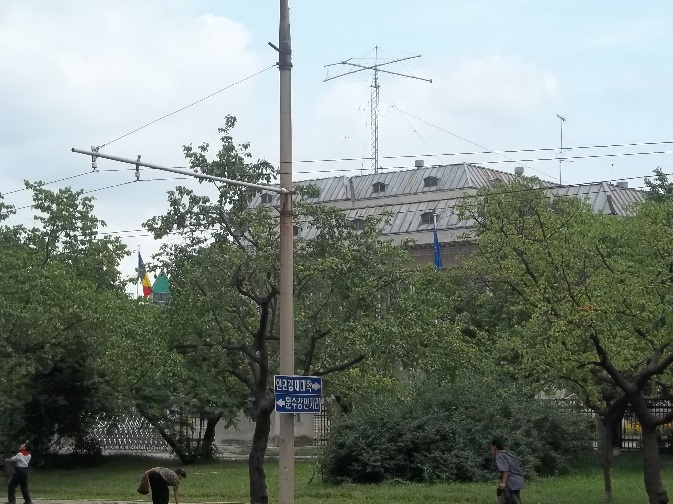
문흥동 소재 루마니아 대사관

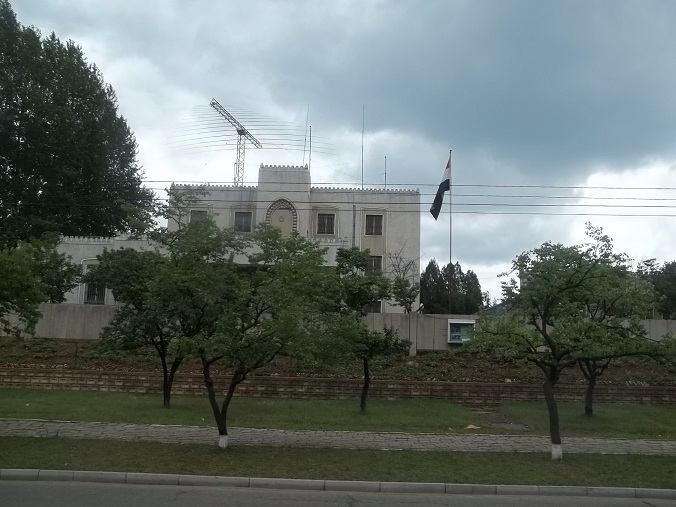
문흥동 소재 이란 대사관

- 주조 말레이시아 대사관 (2004년 설립, 2021년 폐쇄)[3]
- 주조 루마니아 대사관[4]
- 주조 이란 대사관[5]
- 주조 스위스 상주대표부[6]
- 주조 라오스 대사관
- 국제 적십자 위원회 사무소

## 교육
- 평양기계대학
- 김형직군의대학

## 의료
- 옥류아동병원
- 김만유병원
- 조선인민군중앙병원

## 교통
- 대학거리
- 삼원거리

## 시설
- 조선중앙텔레비죤